# Chilomys carapazi
Chilomys carapazi — вид мишоподібних гризунів із родини хом'якових (Cricetidae).

## Етимологія
Вид названо на честь Річарда Карапаза Монтенегро (ісп. Richard Carapaz Montenegro), еквадорського професійного велосипедиста, який народився в провінції Карчі.

## Біоморфологічна характеристика
Довжина голови й тулуба ≈ 95 мм; тильна поверхня стопи вкрита круглими лусочками і без проміжків; довга носова кістка (≈ 8.5 мм); довга діастема (~8.2 мм).
Волосяний покрив на спині коричневого забарвлення (колір 277); коротке волосся (середня довжина на спині = 9 мм) із середньою нейтрально-сірою (колір 298) основою й корицевими (колір 270) кінчиками. Димчасто-сіра (колір 267) черевна шерсть з волосками (середня довжина = 7 мм) з темно-нейтрально-сірою (колір 299) основою й димчасто-сірими (колір 266) кінчиками. Вусові вібриси довгі, товсті біля основи і тонкі до верхівки. Вуха зовні вкриті короткими димчасто-сірими (колір 266) волосками, з блідо-жовтувато-коричневою (колір 1) внутрішньою поверхнею та блідо-нейтрально-сірими (колір 296) краєм. Є навколоочне оливково-коричневе (колір 278) кільце.

## Середовище проживання
Типова місцевість: Еквадор, провінція Карчі, заповідник Дракули. Типова місцевість розташована в верхів'ях річки Гуальпі в нижній гірській екосистемі. Місцеве вираження гірського хмарного лісу характеризується кроною дерев, що досягає 30 м у висоту. Підлісок розкішний і в основному складається з видів, що належать до ароїдних, меластоматових, циклантових, бромелієвих і папоротей.